# Джой Сандей
Джой Сандей (народилася 17 квітня 1995, Стейтен-Айленд, Нью-Йорк) — американська акторка і режисерка. Знімалась у серіалі Венздей.

## Біографія
Джой Сандей народилася в Стейтен-Айленді, районі Нью-Йорка, у нігерійських батьків.
Вона здобула театральну підготовку в середній школі Фіорелло Х. ЛаГуардіа та закінчила Школу кінематографічного мистецтва USC з відзнакою бакалавра з критичних досліджень.

## Фільмографія

### Кіно
- 2019 : Her Mind in Pieces : Joy
- 2020 : Bad Hair (film) (en): Cynthia
- 2020 : Shithouse (en) : Sophia
- 2021 : The Beta Test (en): Celia
- 2022 : Dog (film, 2022) (en): Dr. Gray
- 2023 : Under the Influencer: Rachel
- Очікується: You'll Never See It Coming: Anna

### Телебачення
- 2018 : MacGyver : Abina
- 2018 : Yas Kween : Ria
- 2019 : Carol's Second Act : Macy
- 2019 : Good Trouble : Janella
- 2021 : Dear White People : Claire
- 2022 : Венздей : Б'янка Барклай[3]